# Convenção Batista de Moçambique
A Convenção Baptista de Moçambique é uma associação cristã evangélica de Igrejas batistas em Moçambique. Ela é afiliada à Aliança Batista Mundial. A sede está localizada na Cidade da Beira.

## História
A Convenção Batista de Moçambique tem suas origens em uma missão batista portuguesa em 1949. Foi oficialmente fundada em 1957. De acordo com um censo da associação, em 2023 ela disse que tinha 866 igrejas e 173,200 membros. 